# Далекосхідний тритон
Далекосхідний тритон (Cynops) — рід земноводних родини саламандрові ряду Хвостаті. Має 8 видів. Інша назва — «вогняночеревий тритон».

## Опис
Загальна довжина представників цього роду досягає 8—14 см. Спостерігається статевий диморфізм: самиці більші за самців. Голова витягнута. Тулуб стрункий та дещо сплощений з боків з 13—14 спинними хребцями. Хвіст доволі довгий. У більшості представників цього роду відсутній спинний гребінь. Шкіра доволі жорстка.
Особливістю цих тритонів є їх забарвлення. Голова, спина й боки мають темно-коричневий, чорно-оливковий або чорний колір. Черево коливається від яскраво-помаранчевого до червоного кольору з чорними плямами. Яскравий колір може переходити на горло, пальці та низ хвоста.

## Спосіб життя
Значний час проводять у воді. Відносяться до холодноводних земноводних. Харчуються безхребетними, дрібною рибою, ракоподібними.
Це яйцекладні амфібії.
Цих тритонів часто тримають у тераріумах та акваріумах.

## Розповсюдження
Мешкають у Китаї та Японії.

## Види
- Cynops chenggongensis
- Cynops cyanurus
- Cynops ensicauda
- Cynops fudingensis
- Cynops orientalis
- Cynops orphicus
- Cynops pyrrhogaster
- Cynops wolterstorffi